# Houses of the Holy
Houses of the Holy este al cincilea album al trupei engleze de rock Led Zeppelin, lansat de Atlantic Records pe 28 martie 1973. Titlul albumului este o dedicație a formației către fani fiind totodată și primul album al grupului cu un nume propriu după patru discuri Led Zeppelin. Albumul reprezintă, din punct de vedere muzical, un moment de cotitiură pentru trupă, aceasta folosind mai multe tehnici de producție în înregistrarea cântecelor.
Deși Houses of the Holy a avut parte de păreri împărțite, albumul este considerat de către criticii ca fiind unul dintre cele mai reușite ale formației. Discul conține piese ca "Over The Hills and Far Away", "Dancing Days", "The Song Remains The Same", "D'yer Mak'er", "No Quarter" și "The Ocean" și s-a vândut în peste 11 milioane de copii în Statele Unite. În 2003 albumul a fost clasat pe locul 149 în Lista celor mai bune 500 de albume ale tuturor timpurilor stabilită de revista Rolling Stone.

## Lista pieselor
1. "The Song Remains The Same" (Page, Plant) (5:32)
2. "The Rain Song" (Page, Plant) (7:39)
3. "Over The Hills and Far Away" (Page, Plant ) (4:50)
4. "The Crunge" (Bonham, John Paul Jones, Page, Plant) (3:17)
5. "Dancing Days" (Page, Plant) (3:43)
6. "D'yer Mak'er" (Bonham, Jones, Page, Plant) (4:23)
7. "No Quarter" (Jones, Page, Plant) (7:00)
8. "The Ocean" (Bonham, Jones, Page, Plant) (4:31)

## Single-uri
- "Over The Hills and Far Away" (1973)
- "Dancing Days" (1973)
- "The Crunge" (1973)
- "D'yer Mak'er" (1973)

## Componență
- John Bonham - baterie, voce de fundal
- John Paul Jones - orgă, mellotron, chitară bas, voce de fundal, pian, sintetizator
- Jimmy Page - chitară electrică și acustică, voce de fundal, producător
- Robert Plant - voce, muzicuță